# Коту (Калдаш-да-Раинья)
Коту (порт. Coto) — район (фрегезия) в Португалии, входит в округ Лейрия. Является составной частью муниципалитета Калдаш-да-Раинья. По старому административному делению входил в провинцию Эштремадура. Входит в экономико-статистический субрегион Оэште, который входит в Центральный регион. Население составляет 1135 человек на 2001 год. Занимает площадь 5,50 км².